# لالسوت
لالسوت (به انگلیسی: Lalsot) یک زیستگاه انسانی در هند است که در ناحیه داوسا واقع شده‌است.

## خصوصیات
لالسوت ۶۲٬۶۵۴ نفر جمعیت دارد و ۲۹۸ متر بالاتر از سطح دریا واقع شده‌است.